# Gisela Morón
Gisela Morón, född den 25 januari 1976, är en spansk konstsimmare.
Hon tog OS-silver i lagtävlingen i konstsim i samband med de olympiska konstsimstävlingarna 2008 i Peking.